# 圣安娜-杜卡里里
圣安娜-杜卡里里（葡萄牙語：Santana do Cariri）是巴西塞阿拉州的一个市镇。总面积768.768平方公里，总人口16469人，人口密度21.4人/平方公里。